# Вперёд (партия, Бельгия)
«Вперёд» (нидерл. Vooruit; в 2001—2021 годах — Социалисти́ческая па́ртия — Други́е, Socialistische Partij Anders, SP.A, в 1978—2001 годах — Социалистическая партия, Socialistische Partij, SP) — фламандская левоцентристская политическая партия в Бельгии.
В 1885 году в Бельгии была основана Бельгийская рабочая партия, которая в 1945 году была преобразована в Бельгийскую социалистическую партию. В 1978 году в БСП произошёл раскол по языковому признаку, и были образованы Социалистическая партия Валлонии и Социалистическая партия Фландрии.
На парламентских выборах 13 июня 2010 года партия завоевала третье место по популярности во Фландрии, получив 14,6 % поддержки (659.043 голоса) и заняв 13 мест в нижней палате Федерального парламента.
При партии действует детская организация «Красные соколы» (Rode Valken).

## Результаты партии на выборах
| Год                            | Голосов                        | Мест                           | Δ                              |
| Выборы в Палату представителей | Выборы в Палату представителей | Выборы в Палату представителей | Выборы в Палату представителей |
| ------------------------------ | ------------------------------ | ------------------------------ | ------------------------------ |
| 1978                           | 684 485 (12,37 %)              | 26                             |                                |
| 1981                           | 744 586 (12,4 %)               | 26                             | ▬                              |
| 1985                           | 882 200 (14,6 %)               | 32                             | ▲ 6                            |
| 1987                           | 915 432 (14,9 %)               | 32                             | ▬                              |
| 1991                           | 737 976 (12 %)                 | 28                             | ▼ 4                            |
| 1995                           | 762 444 (12,6 %)               | 20                             | ▼ 8                            |
| 1999                           | 593 372 (9,5 %)                | 14                             | ▼ 6                            |
| 2003                           | 979 750 (14,9 %)               | 23                             | ▲ 9                            |
| 2007                           | 684 390 (10,26 %)              | 14                             | ▼ 9                            |
| 2010                           | 572 799 (8,98 %)               | 13                             | ▼ 1                            |
| Выборы в Европарламент         |                                |                                |                                |
| 1979                           | 698 889 (20,9 %)               | 3 из 24                        |                                |
| 1984                           | 979 702 (28,13 %)              | 4 из 24                        | ▲ 1                            |
| 1989                           | 733 242 (20,04 %)              | 3 из 24                        | ▼ 1                            |
| 1994                           | 651 371 (17,63 %)              | 3 из 25                        | ▬                              |
| 1999                           | 550 237 (14,21 %)              | 2 из 25                        | ▼ 1                            |
| 2004                           | 716 317 (17,83 %)              | 3 из 24                        | ▲ 1                            |
| 2009                           | 539 393 (13,23 %)              | 2 из 22                        | ▼ 1                            |